# Hrvatski izdavalački bibliografski zavod
Hrvatski izdavalački bibliografski zavod, državno nakladničko poduzeće u Nezavisnoj Državi Hrvatskoj.
Nastao je u kolovozu 1941. iz Konzorcija Hrvatske enciklopedije, na čelu mu je kao upravitelj bio Mate Ujević. Književni tajnik HIBZ-a bio je Dragutin Tadijanović.

## Povijest
Osnutak Hrvatskoga izdavalačkoga (bibliografskoga) zavoda bio je određen Zakonskom odredbom o osnutku Hrvatskog izdavalačkog (bibliografskog) zavoda, Broj CCXXVIII-1000-Z. p.-1941. od 9. kolovoza 1941., s tim da je Zakonska odredba stupila na snagu danom proglašenja u Narodnim novinama. Hrvatski je izdavalački (bibliografski) zavod poslovao kao trgovačko društvo služeći se uobičajenim načinom poslovanja, te je bio samostalnim državnim poduzećem pod nadzorom Ministarstva nastave NDH. Zavod je imao značaj pravne osobe. Svrha je i isključivo pravo zavoda izdavati i raspačavati djela enciklopedijskog, leksikonskog i bibliografskog značaja na hrvatskom i drugim jezicima. Zavod se uzdržavao vlastitim prihodima, a prema potrebi i državnom pomoći.

## Izdanja
U HIBZ-u se osim rada na Hrvatskoj enciklopediji razvija bogata izdavačka djelatnost: izdaju se sveukupna djela Vladimira Nazora, Đure Sudete, Augusta Harambašića, Rikarda Jorgovanića, Milana Begovića, Julija Benešića, Nikole Šopa, Dragutina Tadijanovića, Ivane Brlić-Mažuranić, Ljube Karamana, Grge Novaka, Ive Krbeka, Ante Kovačića, Ante Starčevića, Antuna Nemčića (Putositnice), Cvite Škarpe i drugih. Od svjetskih klasika tiskaju se djela Goethea, Balzaca, Shakespearea, Cervantesa, Puškina, Huxleya. Također nastaju edicije iz kola Zemlja i narodi, Junaci djela i misli, Hrvatska u riječi i slici, Pomorska knjižnica, Suvremena hrvatska umjetnost, Lijepa naša domovina, Vedra knjiga i različita enciklopedijska izdanja.
Prema Propisniku o ustrojstvu i poslovanju Hrvatskog izdavalačkog (bibliografskog) zavoda (Broj 1622-Z. p.-1941. od 29. rujna 1941.) Hrvatski izdavalački (bibliografski) zavod poimence uređuje i izdaje:
- Hrvatsku enciklopediju
- Enciklopediju za mladež
- Hrvatsku bibliografiju
- Rječnik hrvatskog književnog jezika
- »Hrvatska u rieči i slici«
- »Tekstovi i pregledi«
- knjige o Hrvatima i Hrvatskoj na stranim jezicima, te djela hrvatskih pisaca, prevedena na strane jezike
- »Hrvatska misao i rieč kroz stoljeća«
- cjelokupna djela hrvatskih političkih pisaca i esejista
- slikovnice i albume, koji imaju za svrhu upoznavanje hrvatske zemlje i hrvatske prosvjete
- knjige, rasprave i časopise po narudžbi ministarstava i drugih državnih ustanova, uz odobrenje ministra nastave

Rad na Hrvatskoj retrospektivnoj bibliografiji knjiga započeo je 1. rujna 1941. godine. Tada je Hrvatski izdavalački bibliografski zavod tadašnjem ravnatelju Sveučilišne knjižnice Mati Tentoru povjerio uređivanje Bibliografije. Prvi suradnici u uređivanju bili su: Branka Hergešić, Marko Orešković, Matko Rojnić i Eva Verona.

## Ustroj
Zavodu je na čelu upravitelj, koji ujedno može obavljati dužnosti književnoga tajnika Zavoda, kao i dužnosti glavnoga urednika kojeg većeg izdanja zavoda. Književnim poslovima Zavoda rukovodi književni tajnik. Gospodarsko poslovanje Zavoda vodi gospodarski tajnik. Ministar nastave imenovao je tročlani Nadzorni odbor koji podnosi izvješće ministru jednom godišnje. Upravitelj Zavoda predstavlja Zavod pred vlastima i javnošću, te je odgovoran za duh izdanja i gospodarski rad i napredak Zavoda. Upravitelj Zavoda, književni tajnik Zavoda i gospodarski tajnik Zavoda podnose svoj potpis trgovačkom sudu, te su ovlašteni potpisivati u ime Zavoda. Upravitelj je mogao ovlastiti i druge osobe potpisivati u ime Zavoda.

## Nagrada
Hrvatski izdavalački bibliografski zavod u Zagrebu raspisivao je od 1944. natječaj za šest godišnjih književnih nagrada u visini od 300.000 Kuna pod nazivom „Šenoina nagrada”.

## Preuzimanje
Narodna vlada Hrvatske donijela je Uredbu o osnivanju Nakladnoga zavoda Hrvatske u Zagrebu. U ovaj su zavod uključeni sa svom svojom imovinom i svim zaposlenicima dotad postojeći Hrvatski izdavalački (bibliografski) zavod i Hrvatska državna tiskara.